# Daugavpils
Daugavpils (Duits: Dünaburg; Russisch: Даугавпилс, Борисоглебск (Borisoglebsk 1656–1667), Двинск (Dvinsk 1893–1920); Letgaals: Daugpiļs, Lets: Daugavpils, Litouws: Daugpilis, Pools: Dyneburg) is een stad in het zuidoosten van Letland. Met haar ca 95.000 inwoners (2017) is het na Riga de grootste stad van het land. De stad ligt aan de rivier de Westelijke Dvina, in het Lets: Daugava, waarnaar de stad ook genoemd is. Het is de voornaamste stad van het landsdeel Letgallen (Latgale). De stad, die in de Tweede Wereldoorlog grotendeels verwoest werd, heeft vooral Russische inwoners (59% in 1998, tegen 14% Letten en 13% Polen).
Daugavpils is het bestuurlijke centrum van de gemeente Augšdaugavas novads, maar maakt hier als "nationale stad" zelf geen deel van uit.

## Geschiedenis
De stad werd in 1275 voor het eerst genoemd: in dat jaar bouwden de ridders van de Lijflandse Orde (onderdeel van de Duitse Orde) een burcht, de Dünaburg, aan de Daugava. De huidige stad ontstond in de 16de eeuw, twintig kilometer verderop, nadat de oorspronkelijke nederzetting was verwoest. In 1582 kreeg Dünaburg stadsrechten. Letgallen behoorde in deze periode tot het Pools-Litouwse Gemenebest.
Tijdens de Pools-Russische Oorlog (1654-1667) kwam de stad onder Russische heerschappij, en werd hernoemd tot Borisoglebsk (Борисоглебск) (1656—1667). Na het Bestand van Androesovo kwam het weer bij Polen.
In 1772 kwam Letgallen in het kader van de Poolse Delingen aan tsaristisch Rusland, dat haar na 1811 versterkte met de bouw van het Fort van Daugavpils. Tezamen met de rest van Letgallen viel de stad onder het Gouvernement Polotsk, 1802 heringedeeld tot Gouvernement Vitebsk. In 1893 werd zij omgedoopt tot Dvinsk.
De stad lag zowel in de Eerste als in de Tweede Wereldoorlog in de frontlinie en leed in beide oorlogen zware schade. In december 1919 versloegen Poolse en Letse troepen er het Rode Leger, waarmee een belangrijke stap werd gezet naar de Letse onafhankelijkheid, die in 1920 een feit werd. De tot Daugavpils hernoemde stad behoorde sindsdien tot Letland.
In het het Molotov-Ribbentroppact in 1939 tussen Duitsland en de Sovjet-Unie was het onafhankelijke Letland toegewezen aan de invloedssfeer van de Sovjet-Unie. In juni 1940 bezette het Rode Leger Letland, in augustus 1940 werd het een deelrepubliek van de Sovjet-Unie. In 1941 werd de stad door Duitse troepen ingenomen, waarop zij haar grote joodse gemeenschap vrijwel geheel verloor. Sinds 1945, toen de stad tot de Letse Socialistische Sovjetrepubliek ging behoren, is het aandeel van de niet-Letten in de bevolking verder toegenomen. De stad onderging een grootschalige industrialisatie en werd een garnizoensstad.
Behalve een grote joodse gemeenschap, die onder meer de schilder Mark Rothko (1903-1970) heeft voortgebracht, kende Daugavpils traditioneel ook veel Poolse inwoners. Een van hen was de componist Grzegorz Fitelberg (1879-1953). In 1998 was 13% van de inwoners van Daugavpils Pools. Het aantal joden is nog slechts 600. Veel van de Russische inwoners van de stad behoren tot de gemeenschap van de oudgelovigen, die hier drie kerken hebben. Zij kwamen vanaf de 17de eeuw naar de stad.
In 1953 annexeerde Daugavpils het op de linkeroever van de Daugava gelegen stadje Grīva, dat historisch niet tot Letgallen, maar tot Selië (Hertogdom Koerland en Semgallen) behoorde.
Na de tweede onafhankelijkheid van Letland in 1991 namen de socio-economische problemen toe; er was meer werkloosheid en er waren meer drugsverslaafden. Hoewel het de tweede stad van Letland is wordt het door de regering in Riga vanwege zijn sterk Russische karakter en groot percentage inwoners zonder staatsburgerschap grotendeels genegeerd.

## Stadsbeeld
Het symbool van de stad is de grote, vroeg-negentiende-eeuwse Russische vesting (cietoksnis), die goed bewaard is gebleven. Aan de rand van de wijk Jaunbūve, die rijk is aan houten huizen, staan een lutherse, een rooms-katholieke, een Russisch-orthodoxe en een oudgelovigenkerk vlak bij elkaar.
Het Huis van de Eenheid (Vienības nams, ontworpen door Verners Vitands) was toen het in 1937 gereedkwam de eerste hoogbouw in de Letse republiek.

## Onderwijs
In de stad is de Universiteit Daugavpils gelegen, in 1921 gesticht als opleidingsschool voor leerkrachten.

## Geboren
- Abraham Isaac Kook (1865-1935), Israëlisch orthodox rabbijn
- Bernhard Schapiro (1882-1966), arts, zionist en androloog
- Mark Rothko (1903-1970), schilder
- Oleg Krivonosov (1961), schaker
- Vitas (1979), zanger
- Aleksandrs Cauņa (1988), voetballer
- Anastasija Kravčenoka (1997), beachvolleyballer

## Bezienswaardigheden
- Kerk van de Onbevlekte Ontvangenis (Daugavpils)
- Fort van Daugavpils